# Pakaraimoideae
Pakaraimoideae es una subfamilia perteneciente a la familia Dipterocarpaceae con un solo género: Pakaraimaea y una única especie, Pakaraimaea dipterocarpacea Maguire & P.S.Ashton, encontrándose en  Guayana, Sudamérica. 